# Wada Masahiko
Masahiko Wada (sinh ngày 29 tháng 10 năm 1975) là một cầu thủ bóng đá người Nhật Bản.

## Sự nghiệp câu lạc bộ
Masahiko Wada đã từng chơi cho Kyoto Purple Sanga.